# Alcoholics Anonymous

Logo của Alcoholic Anonymous

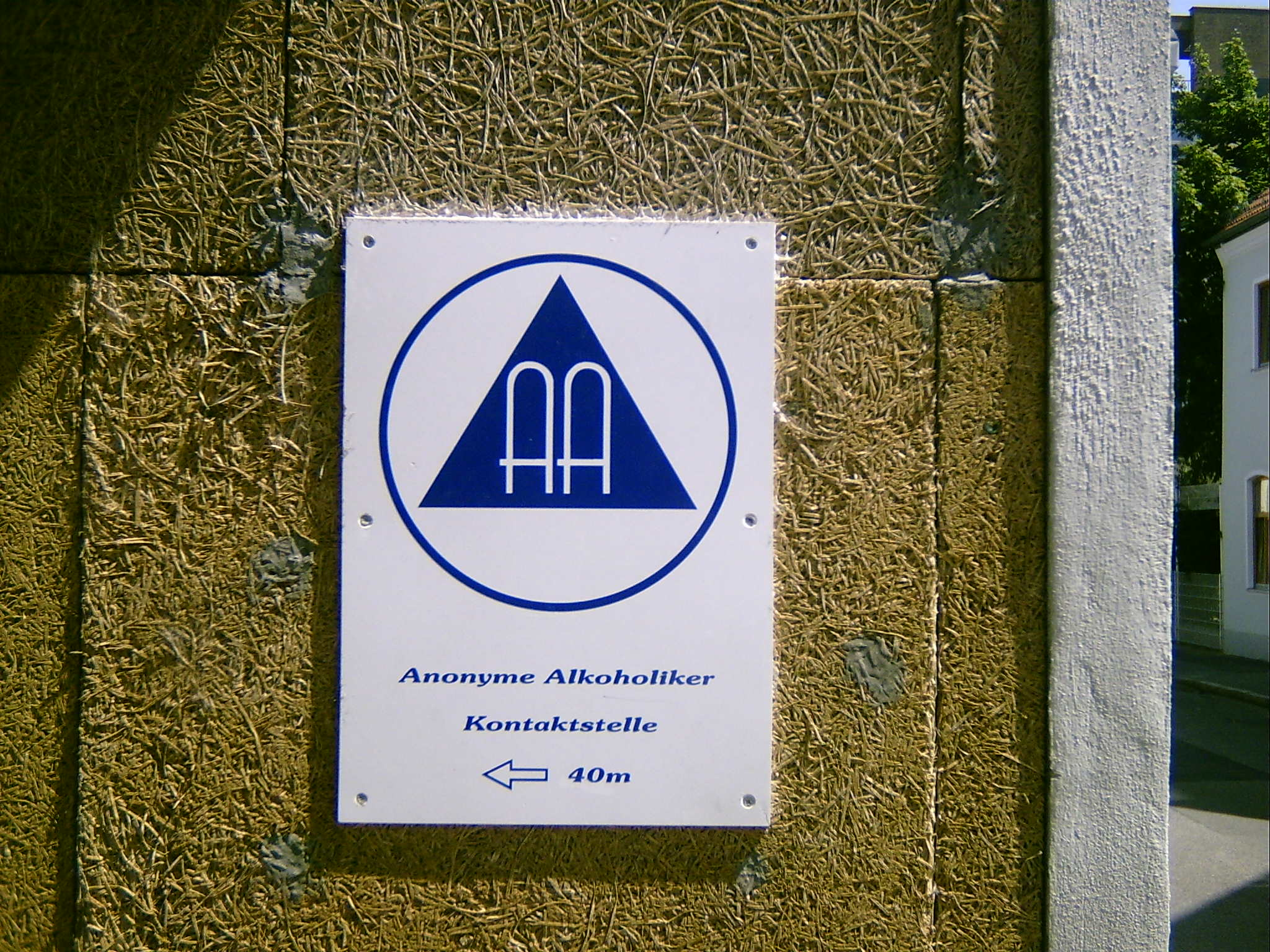
Biểu tượng nơi hội họp của AA (tiếng Đức)

Nhãn tỉnh táo hoặc "chip", dùng để cho thấy thời gian người đeo đã ngừng uống chất có còn, mặt còn lại là lời cầu nguyện xin sự sáng suốt. Màu xanh ở đây có nghĩa là đã ngừng uống chất cồn trong sáu tháng; màu tím là chín tháng.

Alcoholics Anonymous (AA) là một tổ chức quốc tế hỗ trợ lẫn nhau được Bill Wilson và Tiến sĩ Bob Smith thành lập năm 1935 ở Akron, Ohio. AA nói "mục đích chính" của tổ chức là để giúp đỡ người nghiện rượu "luôn tỉnh táo, và giúp đỡ những người nghiện rượu đạt được sự tỉnh táo". Với các thành viên ban đầu, Bill Wilson và Bob Smith đã phát triển chương trình  12 Bước của AA bao gồm phát triển tâm linh và cá tính. Mười hai Truyền thống ban đầu của AA đã được giới thiệu trong năm 1946 để giúp các thành viên ổn định và thống nhất, tách biệt khỏi các "vấn đề" và ảnh hưởng bên ngoài.
Truyền thống AA khuyên các thành viên của nhóm ẩn danh trước truyền thông, giúp các người nghiện rượu một cách vị tha, và tránh liên kết chính thức với các tổ chức khác. Họ cũng được tư vấn chống giáo điều tránh các hệ thống thứ bậc. Các tổ chức tương tự sau đó như Narcotics Anonymous đã được xây dựng và sao chép mô hình Mười hai Bước và Mười hai Truyền thống của AA cho mục đích của riêng chúng.
Theo khảo sát hội viên của AA năm 2014, 27% số thành viên đã không uống chất cồn hơn một năm, 24% có 1-5 năm tỉnh táo, 13% từ 5 đến 10 năm, 14% từ 10 đến 20 năm, và 22% đã hơn 20 năm tỉnh táo. Nghiên cứu tính hiệu quả của AA đã tạo ra các kết quả không thống nhất. Trong khi một số nghiên cứu đã cho thấy một sự kết hợp giữa việc tham dự AA và tăng thời gian kiêng chất cồn, hoặc các kết quả khả quan khác, các nghiên cứu khác lại không có.

## Sách tham khảo
- Bill W. (1955). "Alcoholics Anonymous: the story of how many thousands of men and women have recovered from alcoholism" (ấn bản thứ 2). New York, New York: Alcoholics Anonymous World Services. OCLC 269381Bản mẫu:Inconsistent citations {{Chú thích tạp chí}}: Chú thích magazine cần |magazine= (trợ giúp)Quản lý CS1: postscript (liên kết)
- Bill W. (2002). Alcoholics Anonymous: the story of how many thousands of men and women have recovered from alcoholism (ấn bản thứ 4). New York, New York: Alcoholics Anonymous World Services. ISBN 1-893007-16-2. OCLC 408888189.
- Edwards, Griffith (tháng 4 năm 2002). Alcohol: The World's Favorite Drug (ấn bản thứ 1). Thomas Dunne Books. ISBN 0-312-28387-3. OCLC 48176740.
- Klaus Mäkelä; World Health Organization. Regional Office for Europe; và đồng nghiệp (1996). Alcoholics Anonymous as a mutual-help movement: a study in eight societies. Madison, Wis: University of Wisconsin Press. ISBN 0-299-15000-3. OCLC 33242907.
- Mitchel, Dale (2002). Silkworth: the little doctor who loved drunks. Center City, Minn: Hazelden. ISBN 1-56838-794-6. OCLC 51063745.
- Pass It on: The Story of Bill Wilson and how the A.A. Message Reached the World. New York, NY: Alcoholics Anonymous World Services, Inc. tháng 12 năm 1984. ISBN 978-0-916856-12-0. OCLC 12308065.
- Peele, Stanton (1999). The Diseasing of America: how we allowed recovery zealots and the treatment industry to convince us we are out of control. San Francisco: Jossey-Bass. ISBN 0-7879-4643-5. OCLC 39605271.
- Questions & Answers on Sponsorship (PDF), Alcoholics Anonymous World Services, Inc, ngày 16 tháng 6 năm 2016, Bản gốc (PDF) lưu trữ ngày 15 tháng 12 năm 2009, truy cập ngày 13 tháng 5 năm 2017
- Robertson, Nan (1988). Getting Better: Inside Alcoholics Anonymous. New York: Morrow. ISBN 978-0-688-06869-1. LCCN 87031153. OCLC 17260252. OL 4127115W.
- Vaillant, George E. (1995). The Natural History of Alcoholism Revisited. Cambridge, Mass: Harvard University Press. ISBN 0-674-60377-X. OCLC 31605790.
- Wilcox, D.M. (1998). Alcoholic thinking: Language, culture, and belief in Alcoholics Anonymous. Westport, CT: Greenwood Publishing Group. ISBN 0-275-96049-8.
- Kurtz, Ernest (1991). Not-God: a history of Alcoholics Anonymous. Center City, Minn: Hazelden Pittman. ISBN 0894860658.